# Joo Da-young
Joo Da-young (주다영?, Ju Da-yeongLR, Ch'u Ta-yŏngMR; 16 giugno 1995) è un'attrice sudcoreana.

## Filmografia

### Cinema
- Brothers of War - Sotto due bandiere (태극기 휘날리며?, Taegukgi - hwinallimyeoLR), regia di Kang Je-gyu (2004)
- Ryeong (령?), regia di Kim Tae-gyeong (2004)
- Crossing (크로싱?, KeurosingLR), regia di Kim Tae-kyun (2008)
- Geurimja sar-in (그림자 살인?), regia di Park Dae-min (2009)
- Baeg-yahaeng: Ha-yan eodum sog-eul geotda (백야행: 하얀 어둠 속을 걷다?), regia di Park Shin-woo (2009)
- Bomin-i (보민이?), regia di Kim Bang-hyun – cortometraggio (2010)
- Jakbyeoldeul (작별들?), regia di Kim Baek-joon (2011)
- Gam (감?), regia di Choo Sang-rok (2012)
- Mentor (멘토?, MentoLR), regia di Alex Lambert – cortometraggio (2014)
- Sonyeogoedam (소녀괴담?), regia di Oh In-chun (2014)
- Eongdeong-in geojinmar-anhae (엉덩인거짓말안해?), regia di Yoo Jung-hyun (2015)
- Sunjeong (순정?), regia di Lee Eun-hee (2016)
- Dead Again (데드 어게인?, Dedeu eoge-inLR), regia di Dave Silverman (2016)

### Televisione
- Nuna-ui geo-ul (누나의 거울?) – serial TV (1999)
- Maehwa-yeon-ga (매화연가?) – serial TV (2000)
- Dae Jang-geum (대장금?) – serial TV (2003-2004)
- Naneun ihonhaji anneunda (나는 이혼하지 않는다?) – serial TV (2003-2004)
- Nonstop (논스톱?, Non seutopLR) – serial TV (2005-2006)
- Seodong-yo (서동요?) – serial TV, episodio 55 (2006)
- Dae-wang Sejong (대왕 세종?) – serial TV (2008)
- Chuno (추노?) – serial TV (2010)
- Geosang Kim Man-deok (거상 김만덕?) – serial TV (2010)
- Majubomyeo us-eo (마주보며 웃어?) – serial TV (2010)
- Real School (레알스쿨?, Re-al seukulLR) – sitcom (2010)
- Banjjakbanjjak binnaneun (반짝반짝 빛나는?) – serial TV (2011)
- High kick! - Jjarb-eun dari-ui yeokseup (하이킥!: 짧은 다리의 역습?, Ha-i kik! - Jjarb-eun dari-ui yeokseupLR) – sitcom (2011-2012)
- Sindeur-ui manchan (신들의 만찬?) – serial TV (2012)
- Holy Land (홀리랜드?, Holli raendeuLR) – serial TV (2012)
- Monnan-i songpyeon (못난이 송편?) – miniserie TV (2012)
- Mujasik sangpalja (무자식 상팔자?) – serial TV (2012-2013)
- Gamgyeok sidae: Tusin-ui tansaeng (감격시대: 투신의 탄생?) – serial TV (2014)
- Dr. Frost (닥터 프로스트?, Dakteo PeuroseuteuLR) – serial TV (2014-2015)
- Bongmyeongeomsa (복면검사?) – serial TV (2015)
- Mrs. Cop (미세스 캅?, Misaeseu kapLR) – serial TV (2015)
- Urijip kkuldanji (우리집 꿀단지?) – serial TV (2015-2016)
- Spark (스파크?, SeupakeuLR) – webserie (2016)

## Videografia
Joo Da-young ha partecipato ai video musicali dei seguenti brani:
- "Leaning on the Time" degli Eve (2002)
- "But" dei JnC (2004)
- "And the Last Kiss" di Piano (2004)
- "Come Back to Me" di Taeha (2011)
- "Father" di Ulala Praise (2015)